# Gội đỏ
Gội đỏ (danh pháp hai phần: Amoora dasyclada) là một loài thực vật thuộc họ Meliaceae. Loài này có ở Trung Quốc và Việt Nam. Chúng hiện đang bị đe dọa vì mất môi trường sống.
Theo Danh lục các loài thực vật Việt Nam, Amoora dasyclada là danh pháp đồng nghĩa với Aglaia dasyclada.